# ATP de Casablanca
O Grand Prix Hassan II ou ATP de Casablanca foi um torneio de tênis profissional realizado em Casablanca, Marrocos nas quadras do Complexe Al Amal, fez parte do ATP International Series, realizado desde de 1986

## Finais

### Simples
| Ano                           | Campeão                | Vice-campeão           | Resultado      |
| ----------------------------- | ---------------------- | ---------------------- | -------------- |
| 2015                          | Martin Kližan          | Daniel Gimeno-Traver   | 6–2, 6–2       |
| 2014                          | Guillermo García-López | Marcel Granollers      | 5–7, 6–4, 6–3  |
| 2013                          | Tommy Robredo          | Kevin Anderson         | 7–66, 4–6, 6–3 |
| 2012                          | Pablo Andújar          | Albert Ramos           | 6–1, 7–65      |
| 2011                          | Pablo Andújar          | Potito Starace         | 6–1, 6–2       |
| 2010                          | Stanislas Wawrinka     | Victor Hănescu         | 6–2, 6–3       |
| 2009                          | Juan Carlos Ferrero    | Florent Serra          | 6–4, 7–5       |
| 2008                          | Gilles Simon           | Julien Benneteau       | 7–5, 6–2       |
| 2007                          | Paul-Henri Mathieu     | Albert Montañés        | 6–1, 6–1       |
| 2006                          | Daniele Bracciali      | Nicolás Massú          | 6–1, 6–4       |
| 2005                          | Mariano Puerta         | Juan Mónaco            | 6–4, 6–1       |
| 2004                          | Santiago Ventura       | Dominik Hrbatý         | 6–3, 1–6, 6–4  |
| 2003                          | Julien Boutter         | Younes El Aynaoui      | 6–2, 2–6, 6–1  |
| 2002                          | Younes El Aynaoui      | Guillermo Cañas        | 3–6, 6–3, 6–2  |
| 2001                          | Guillermo Cañas        | Tommy Robredo          | 7–5, 6–2       |
| 2000                          | Fernando Vicente       | Sébastien Grosjean     | 6–4, 4–6, 7–6  |
| 1999                          | Alberto Martín         | Fernando Vicente       | 6–3, 6–4       |
| 1998                          | Andrea Gaudenzi        | Alex Calatrava         | 6–4, 5–7, 6–4  |
| 1997                          | Hicham Arazi           | Franco Squillari       | 3–6, 6–1, 6–2  |
| 1996                          | Tomás Carbonell        | Gilbert Schaller       | 7–5, 1–6, 6–2  |
| 1995                          | Gilbert Schaller       | Albert Costa           | 6–4, 6–2       |
| 1994                          | Renzo Furlan           | Karim Alami            | 6–2, 6–2       |
| 1993                          | Guillermo Pérez-Roldán | Younes El Aynaoui      | 6–4, 6–3       |
| 1992                          | Guillermo Pérez-Roldán | Germán López           | 2–6, 7–5, 6–3  |
| Torneio não realizado em 1991 |                        |                        |                |
| 1990                          | Thomas Muster          | Guillermo Pérez-Roldán | 6–1, 6–7, 6–2  |

### Duplas
| Ano                           | Campeões                          | Vice-campeões                        | Resultado         |
| ----------------------------- | --------------------------------- | ------------------------------------ | ----------------- |
| 2015                          | Rameez Junaid Adil Shamasdin      | Rohan Bopanna Florin Mergea          | 3–6, 6–2, [10–7]  |
| 2014                          | Jean-Julien Rojer Horia Tecău     | Tomasz Bednarek Lukáš Dlouhý         | 6–2, 6–2          |
| 2013                          | Julian Knowle Filip Polášek       | Dustin Brown Christopher Kas         | 6–3, 6–2          |
| 2012                          | Dustin Brown Paul Hanley          | Daniele Bracciali Fabio Fognini      | 7–5, 6–3          |
| 2011                          | Robert Lindstedt Horia Tecău      | Colin Fleming Igor Zelenay           | 6–2, 6–1          |
| 2010                          | Robert Lindstedt Horia Tecău      | Rohan Bopanna Aisam-ul-Haq Qureshi   | 6–2, 3–6, [10–7]  |
| 2009                          | Łukasz Kubot Oliver Marach        | Simon Aspelin Paul Hanley            | 7–64, 3–6, [10–6] |
| 2008                          | Albert Montañés Santiago Ventura  | James Cerretani Todd Perry           | 6–1, 6–2          |
| 2007                          | Jordan Kerr David Škoch           | Łukasz Kubot Oliver Marach           | 7–6, 1–6, [10–4]  |
| 2006                          | Julian Knowle Jürgen Melzer       | Michael Kohlmann Alexander Waske     | 6–3, 6–4          |
| 2005                          | František Čermák Leoš Friedl      | Martín García Luis Horna             | 6–4, 6–3          |
| 2004                          | Enzo Artoni Fernando Vicente      | Yves Allegro Michael Kohlmann        | 3–6, 6–0, 6–4     |
| 2003                          | František Čermák Leoš Friedl      | Devin Bowen Ashley Fisher            | 6–3, 7–5          |
| 2002                          | Stephen Huss Myles Wakefield      | Martín García Luis Lobo              | 6–4, 6–2          |
| 2001                          | Michael Hill Jeff Tarango         | Pablo Albano David Macpherson        | 7–6, 6–3          |
| 2000                          | Arnaud Clément Sébastien Grosjean | Lars Burgsmüller Andrew Painter      | 7–6, 6–4          |
| 1999                          | Fernando Meligeni Jaime Oncins    | Massimo Ardinghi Vincenzo Santopadre | 6–2, 6–3          |
| 1998                          | Andrea Gaudenzi Diego Nargiso     | Cristian Brandi Filippo Messori      | 6–4, 7–6          |
| 1997                          | João Cunha-Silva Nuno Marques     | Karim Alami Hicham Arazi             | 7–6, 6–2          |
| 1996                          | Jiří Novák David Rikl             | Tomás Carbonell Francisco Roig       | 7–6, 6–3          |
| 1995                          | Tomás Carbonell Francisco Roig    | Emanuel Couto João Cunha-Silva       | 6–4, 6–1          |
| 1994                          | David Adams Menno Oosting         | Cristian Brandi Federico Mordegan    | 6–3, 6–4          |
| 1993                          | Mike Bauer Piet Norval            | Ģirts Dzelde Goran Prpić             | 7–5, 7–6          |
| 1992                          | Horacio de la Peña Jorge Lozano   | Ģirts Dzelde T.J. Middleton          | 2–6, 6–4, 7–6     |
| Torneio não realizado em 1991 |                                   |                                      |                   |
| 1990                          | Todd Woodbridge Simon Youl        | Paul Haarhuis Mark Koevermans        | 6–3, 6–1          |